# مقاطعة جاسبر (كارولينا الجنوبية)
مقاطعة جاسبر هي مقاطعة في كارولينا الجنوبية، تتبع كارولاينا الجنوبية، بلغ عدد سكانها 24٬777  نسمة، في 2010، عاصمتها ريدجلاند، تبلغ مساحتها 1٬512 كيلومتر مربع.

## الموقع
تشترك في الحدود مع:
- مقاطعة هامبتون (كارولينا الجنوبية)
- قاطعة تشاثام
- مقاطعة بوفورت (كارولينا الجنوبية)
- مقاطعة إفينغهام.

## التقسيمات الإدارية
- ريدجلاند.

## أعلام
- هنري مارتين روبرت